# Demonema rapax
Demonema rapax är en rundmaskart som beskrevs av Nathan Augustus Cobb 1894. Demonema rapax ingår i släktet Demonema och familjen Selachinematidae. Inga underarter finns listade i Catalogue of Life.